# 중입자수
입자물리학에서 중입자수(重粒子數, Baryon number) 또는 바리온수(baryon 數)란 입자의 가법(加法, additive) 양자수의 하나로, 입자에 들어 있는 쿼크의 수와 반쿼크의 수의 차의 ⅓이다. 표준 모형이 건드림이론 수준에서 보존하는 우연한 (accidental) 대칭 가운데 하나다. 기호는 B.

## 정의
{\displaystyle B={\frac {1}{3}}\left(n_{\text{q}}-n_{\bar {\text{q}}}\right)}
색과 맛깔에 관계없이, 모든 쿼크의 숫자를nq, 모든 반쿼크의 숫자는 nq로 한다. 쿼크 이외의 모든 기본입자는 중입자수가 0이다. 중입자수를 쿼크의 수가 아니라 ⅓로 정의하는 이유는 색가둠에 따라 쿼크가 독립적으로 존재하지 않아 편의를 위한 것이다. 이렇게 정의하면 모든 중입자는 중입자수 1을 가지고, 반중입자는 −1, 중간자와 렙톤은 0이다. 만약 펜타쿼크가 존재한다면 중입자수는 1이고, 테트라쿼크와 글루볼의 중입자수는 0이다.
표준 모형에서는 렙톤 수는 각 세대 별로 전자 수, 뮤온 수, 타우온 수가 개별적으로 보존되지만, 중입자수의 경우 그렇지 않다. 이는 쿼크 섞임으로 인하여 세대가 바뀌는 현상이 존재하기 때문이다.

## 보존
표준 모형은 건드림이론 수준에서는 우연히 중입자수를 보존한다. 그러나 비건드림적 수준에서는 손지기 변칙(chiral anomaly)으로 인하여 중입자수가 보존되지 않는다. 중입자수가 깨지는 대표적인 해로 스팔레론(sphaleron)이 있다. 이 현상은 빅뱅 초기의 중입자 생성(baryogenesis)에 중요한 역할을 하였을 수도 있다고 추측하나, 확실하지 않다. 표준 모형의 스팔레론은 관측된 중입자생성을 설명하기에 부족하지만, 비활성 중성미자(sterile neutrino)를 도입하면 스팔레론의 빈도를 관측값을 설명할 수 있을 정도로 늘릴 수 있다. 그러나 표준 모형은 중입자수와 렙톤 수의 차 B−L은 보존한다.
중입자수는 우연한 대칭이므로, 대부분의 대통일 이론은 바리온 수를 깬다. 그러나 많은 경우 B−L은 보존한다.

## 같이 보기
- 경입자수
- 맛깔
- 아이소스핀
- 초전하
- 양성자 붕괴
- B - L